# Géoglyphe
Un géoglyphe est un grand dessin, un grand motif à même le sol. Etymologiquement géoglyphe signifie gravure ou ciselure de la terre.
Les géoglyphes peuvent être réalisés en positif par entassement de pierres, de gravier ou de terre ; ils peuvent être réalisés en négatif par enlèvement des pierres, de la végétation ou de la terre. Les plus célèbres sont les lignes de Nazca au Pérou. Certains datent de l'Antiquité, mais d'autres sont contemporains (Land art).
Le plus grand géoglyphe est l'homme de Marree en Australie-Méridionale. Le dessin est long de 4,2 km et sa circonférence atteint 15,3 km.

## Liste de géoglyphes anciens
On rencontre des géoglyphes anciens partout dans le monde, ici sont répertoriés certains des plus connus :
- Angleterre : cheval blanc d'Uffington, géant de Cerne Abbas, géant de Wilmington, cheval blanc de Kilburn
- Brésil : géoglyphes de la forêt amazonienne (environs de Rio Branco)
- Chili : géant d'Atacama
- États-Unis : Tumulus du Grand serpent (Ohio), Blythe Intaglios (Californie), Gila River Valley (en) (Arizona), Géoglyphes de Kingman (Arizona)
- Inde : Côte de Konkan (Bombay-Goa, Maharashtra) (Liste du patrimoine mondial en Inde)
- Inde : Géoglyphes de Boha (en) (Great Indian Desert geoglyph, désert du Thar, Rajasthan)
- Israël : Har Karkom
- Kazakhstan : géoglyphes du Kazakhstan
- Pérou : chandelier de Paracas, géoglyphes de Nazca
- Russie : géoglyphes de la région de Sverdlovsk en Oural[1][source insuffisante].

## Liste de géoglyphes contemporains (land art)
- Allemagne : , Signe de terre (aéroport de Munich) (de) (Une île pour le temps, 1995) de Wilhelm Holderied (de) (1940-)
- Australie : Homme de Marree, You Yangs, Géoglyphe du logo Readymix (en) (1965)
- Égypte : Desert Breath (1997), à El Gouna
- Espagne : Effet secondaire XI (1983), d'Eberhard Bosslet (1953-), à Lanzarote (Canaries)
- États-Unis : Spiral Jetty

## Galerie de photos

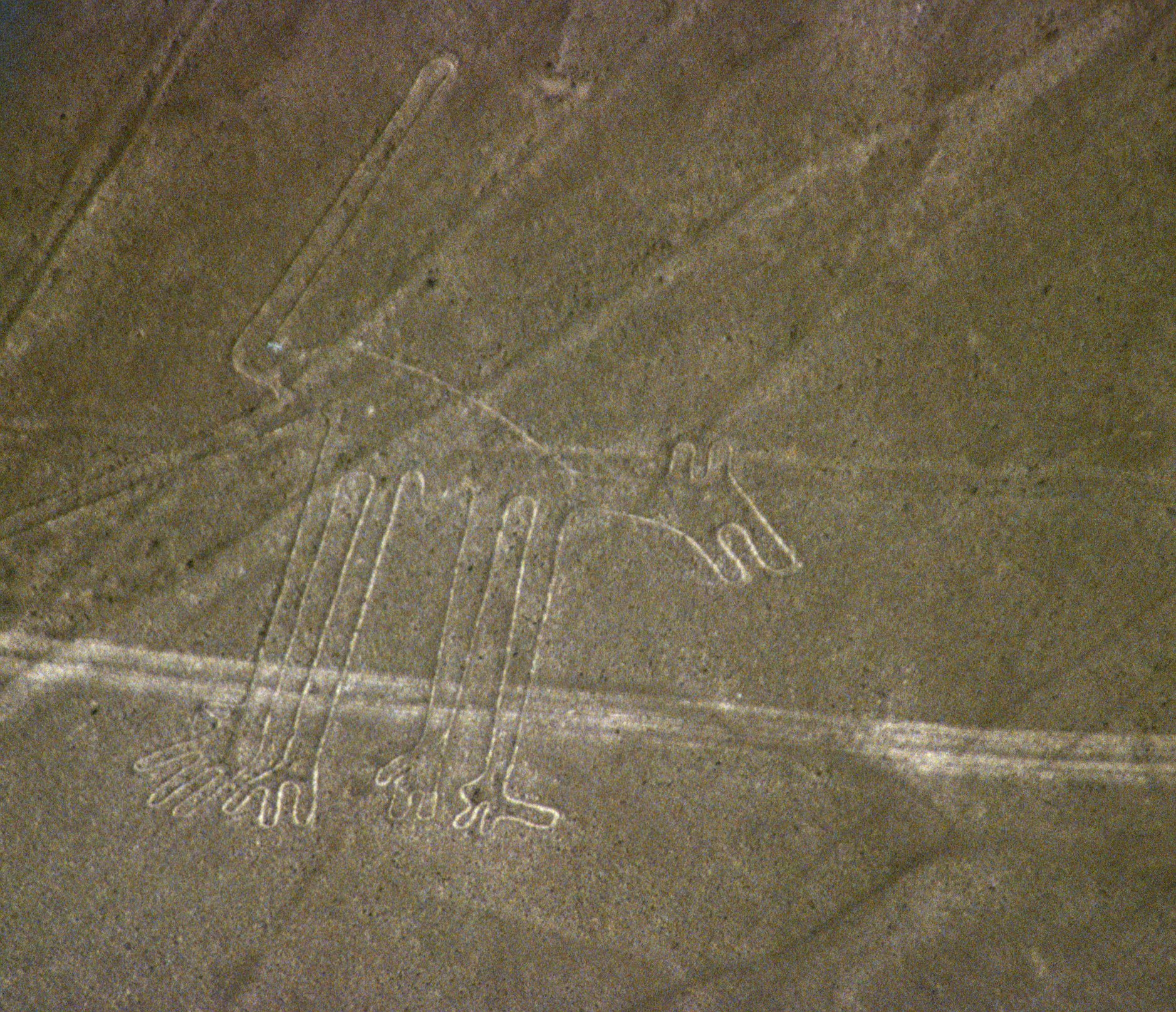
Le Chien de Nazca (méthode négative)
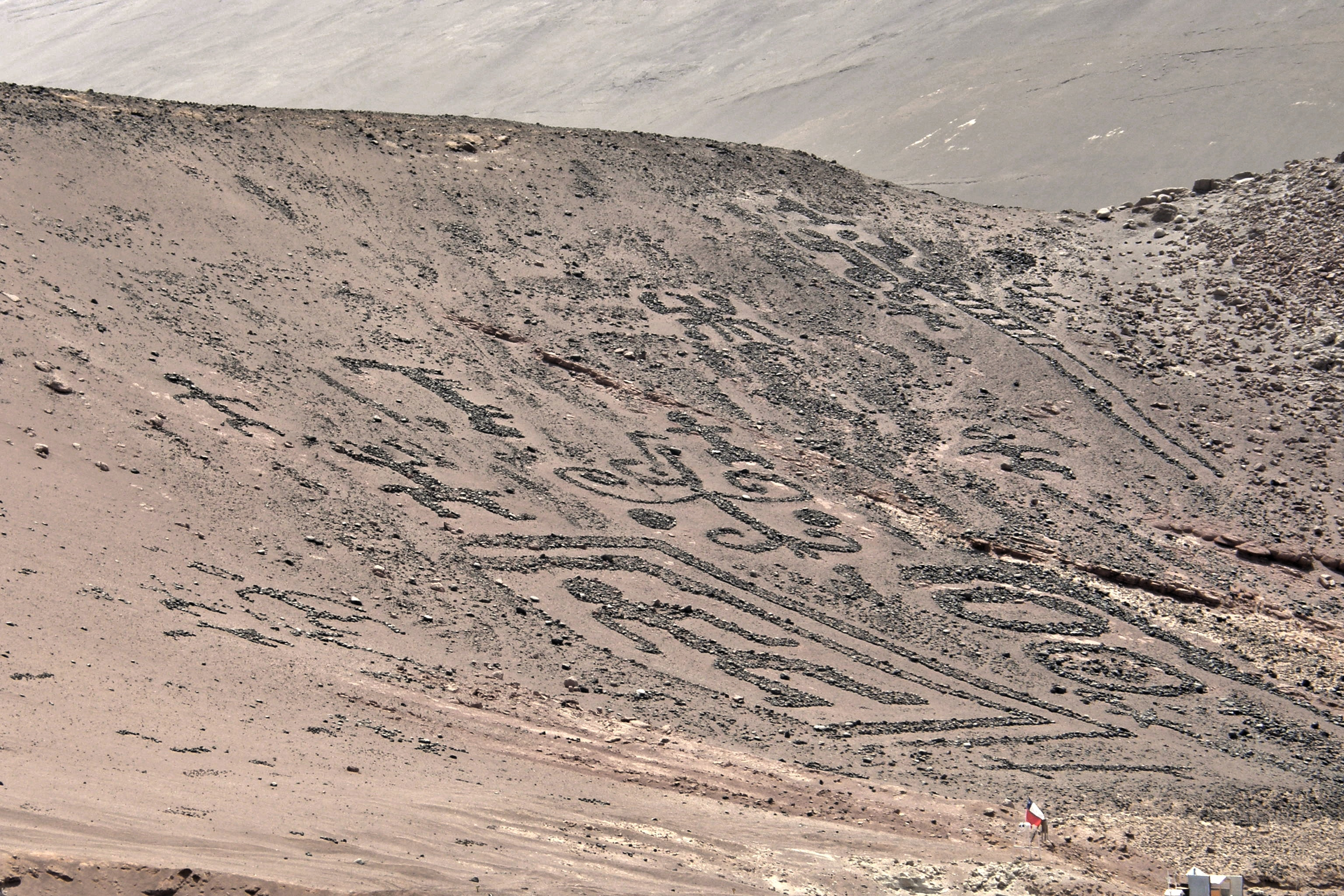
Géoglyphes de Chiza (Huara, Chili)
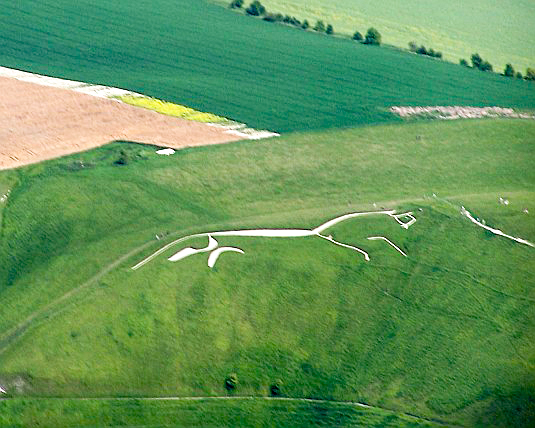
Le Cheval blanc d'Uffington
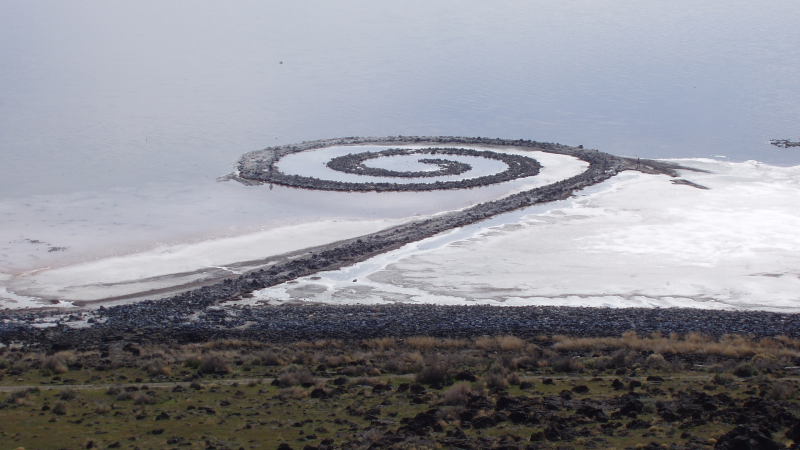
Spiral Jetty (méthode positive)
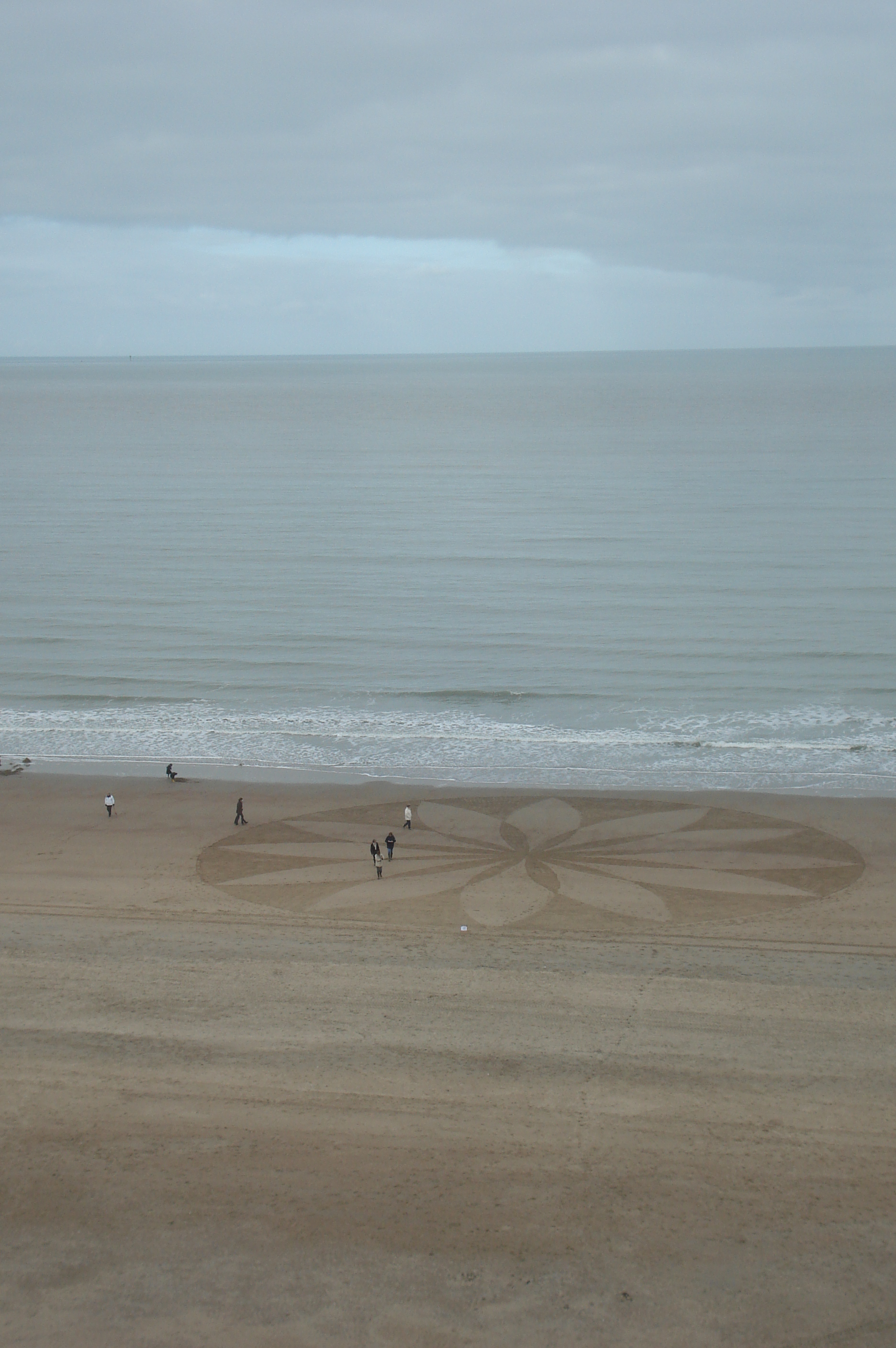
Arenaglyphe ou Sand Circle (Duinbergen/Belgique)